# Symmetromphalus
Symmetromphalus là một chi ốc biển, là động vật thân mềm chân bụng sống ở biểns trong họ Neomphalidae.

## Các loài
Các loài trong chi Symmetromphalus gồm có:
- Symmetromphalus hageni Beck, 1992[3]
- Symmetromphalus regularis McLean, 1990[4]